# Cercle des Aquarellistes et des Aquafortistes Belges
De Cercle des Aquarellistes et des Aquafortistes Belges was een vereniging van Belgische kunstenaars die met waterverf werkten en/of etsten. Ze bestond in 1883-1884.

## Historie
Op 3 augustus 1883 werd de “Cercle des Aquarellistes et des Aquafortistes Belges” in het café “A la Porte Verte” in Brussel gesticht. Het was een behoudsgezinde groep die het niet nastreefde door sensationele artistieke manifestaties het Brusselse publiek voor het hoofd te stoten. Ze waren allen werkzaam als grafisch kunstenaar en/of als aquarellist.
De leden waren:
- Edgar Baes
- Lionel Baes
- Jules Barbier
- Euphrosine Beernaert
- Jean Capeinick
- Auguste Danse
- Marie de Bièvre
- Emile De Munck
- Charles De Nayer
- Willy Finch
- Maurice Hagemans
- Alexandre Hannotiau
- Amédée Lynen

- Alexandre Marcette
- Jean Mayné
- Joseph Middeleer
- Auguste Numans
- Jules Raeymaekers
- Louis Titz
- Edouard Tourteau
- Camille Van Camp
- Antoine Van Hammée
- Hubert Vos
- Ernest Wetterens
- Eugène Van Gelder
- Eugène Verdyen

Willy Finch was een van de meest vernieuwende van de groep. De meeste leden waren echter traditioneel werkende realisten. Sommigen waren leraar aan een der academies in Brussel. De meeste van deze "stille" figuren zijn nu wat in de vergetelheid geraakt.
Charles Goethals was voorzitter (1883-1884) en Paul Combaz secretaris.
De vereniging hield een eerste tentoonstelling in het Paleis voor Schone Kunsten in 1883. Het Belgisch kunsttijdschrift "L'Art Moderne" was vernietigend omwille van de middelmatigheid en het traditionalisme van sommige leden. Het andere kunsttijdschrift, La Fédération Artistique, was milder. Voorzitter en secretaris namen toch ontslag en de vereniging bloedde dood.
De meest progressieven van de groep stichtten in 1883 "Les Aquarellistes Belges", die vanaf 2 januari 1884 "Les Hydrophiles" heette.